# Edoardo Bianchi
Edoardo Bianchi (Milán, 17 de julio de 1865-Varese, 2 de julio de 1946) fue un fabricante italiano de bicicletas y fundador de Bicicletas Bianchi.